# Promastodonsaurus
Promastodonsaurus ("antes Mastodonsaurus") es un género extinto de anfibios temnospóndilos de la familia Mastodonsauridae.